# جان لستر
جان الن لَسِتر (به انگلیسی: John Alan Lasseter) (زادهٔ ۱۲ ژانویه ۱۹۵۷) یک انیماتور، کارگردان، فیلم نامه نویس، تهیه‌کننده، صداپیشه و سرگروه قسمت خلاقیت (CCO) سابق استودیوهای انیمیشن والت دیزنی، پیکسار و دیزنی‌تون آمریکایی ست. بسیاری او را به خاطر نبوغ و ابتکارش با عنوان «والت دیزنی معاصر» می‌خوانند.
جان لستر فعالیت‌ش را به عنوان انیماتور در والت دیزنی آغاز کرد، اما پس از تلاش‌هایش برای وارد کردن کامپیوتر و انیمیشن‌های کامپیوتری به والت دیزنی از آنجا اخراج شد. پس از آن، او به کمپانی لوکاس فیلم پیوست، جایی که در آن اولین کار کردن‌هایش با فناوری پیشگامانه و رو به رشد CGI (تصاویر تولید شده به واسطه کامپیوتر) تجربه کرد. گروه گرافیک از شاخه کامپیوتر شرکت لوکاس فیلم بعدها به استیو جابز فروخته شد، و در سال ۱۹۸۶ تبدیل به پیکسار شد.
وی در کل برنده دو جایزه اسکار شده است: جایزه "بهترین فیلم کوتاه متحرک" برای Tin Tony، و "جایزه دستاورد ویژه" برای ساختن انیمیشن داستان اسباب بازی.

## عکس‌ها

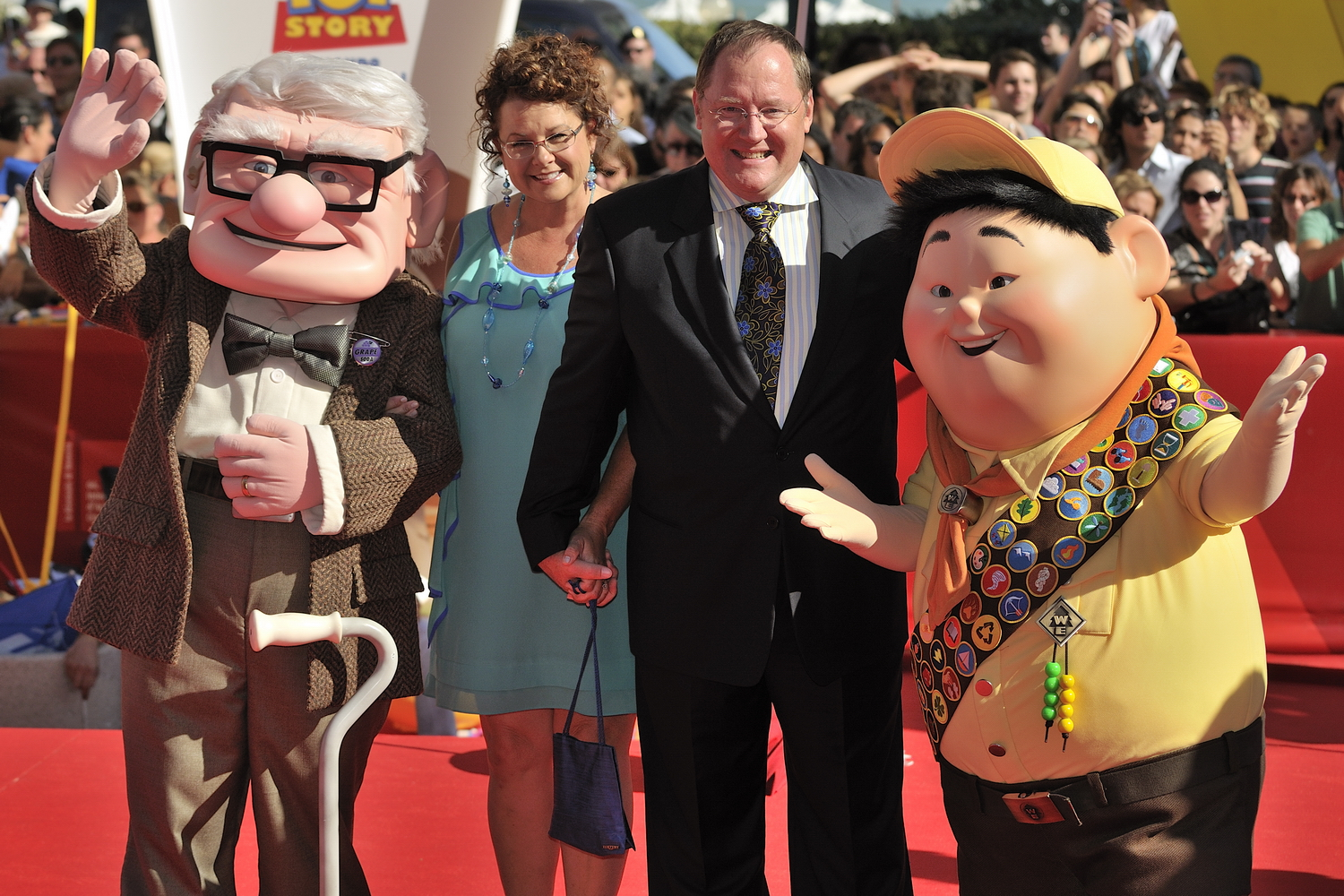